# Vargem Grande Paulista
Vargem Grande Paulista é um município do estado de São Paulo, Zona Sudoeste da Região Metropolitana de São Paulo, em conformidade com a lei estadual nº 1.139, de 16 de junho de 2011 e, consequentemente, com o Plano de Desenvolvimento Urbano Integrado da Região Metropolitana de São Paulo (PDUI). Sua população estimada em 2024 pelo IBGE era de 52.103 habitantes.
A cidade vêm se desenvolvendo rapidamente, apesar de sua juventude. A região de Vargem Grande Paulista - que foi Bairro do Ribeirão da Vargem Grande e Distrito Raposo Tavares sob administração municipal e paroquial de Cotia - ocupa hoje uma área de 38 km², entre os quilômetros 39 e 47 da Rodovia Raposo Tavares.

## História

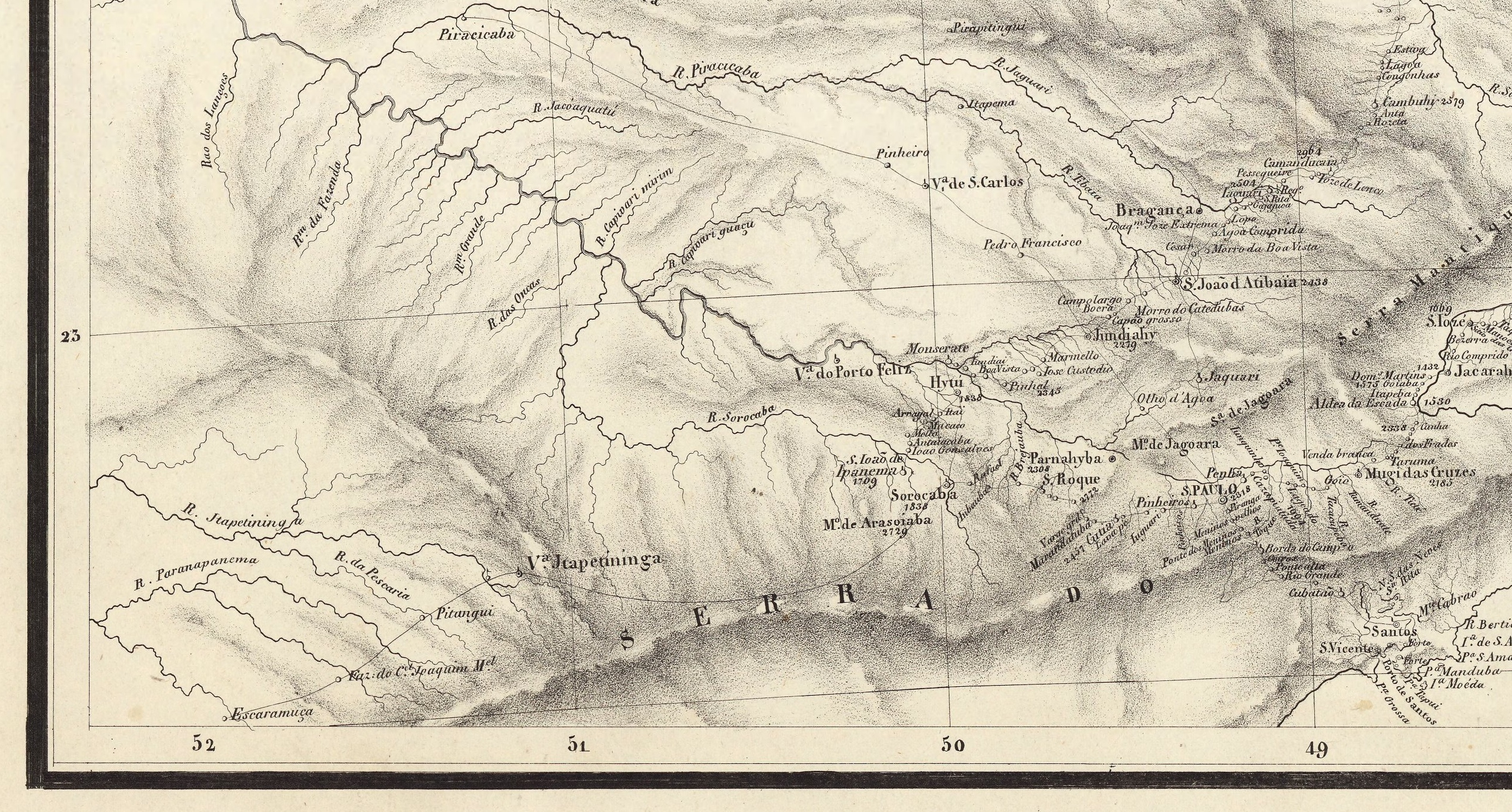
Vargem Grande na Karte von Ostbrasilien de Eschwege, Martius e Schwarzmann (Munique, 1831).

Datam de cerca de 6.000 anos atrás os primeiros vestígios arqueológicos localizados na região metropolitana de São Paulo. Identificado no bairro do Morumbi, o local se tratava de uma oficina lítica, onde diversos grupos ameríndios extraíam matéria-prima (sílex e arenito silicificado) para produção de ferramentas de pedra lascada. De acordo com as pesquisas realizadas no local, tais ferramentas se tratavam de machados, raspadores, facas e pontas de flecha.
Quando da chegada dos primeiros colonizadores portugueses no século XVI, a região da atual Grande São Paulo era habitada pelos Guaianás (também chamados de Guaianazes ou Guaianãs). Embora durante muito tempo identificados como grupos ligados aos tupis, o fato de seu idioma pertencer ao tronco linguístico Macro-Jê faz com que sejam atualmente considerados ancestrais dos Kaingangs.
Com a chegada dos jesuítas à região, aldeamentos indígenas especificamente voltados para a catequese dos Guaianás, bem como de outros povos ameríndios, foram fundados nos arredores da Vila de São Paulo de Piratininga. Esse fato, aliado à escravização e mortes por doenças trazidas pelos colonizadores, bem como o deslocamento de muitos dos grupos para o interior da colônia, acabou por extinguir a presença Guaianá nessa área do planalto paulista.
Além dos Guaianás, também há relatos a respeito dos Carijós, a partir dos quais se deu a origem da aldeia de Koty (atual município de Cotia, do qual Vargem Grande Paulista posteriormente se emancipou). Segundo consta, o núcleo carijó teria sido formado em meados do século XVII – já durante o período colonial, portanto – por iniciativa do Coronel Antonio Vieira Tavares, fazendeiro que detinha terras naquela localidade.
A aldeia provavelmente situava-se nas colinas entre o rio Cotia e trilhas relacionadas ao Caminho do Peabiru, os quais posteriormente compuseram parte do Caminho das Tropas. A localidade já era conhecida pelo plantio do trigo já na década de 1620, sendo mencionada em documentos da Câmara de São Paulo da primeira metade do século XVII.
Vargem Grande (ou seja, "várzea grande") é um nome português antigo aplicado à várzea de vários rios por todo o Brasil. Na Freguesia de Cotia (fundada em 1723) e depois município de Cotia (fundado em 1856), Vargem Grande era o nome da região que ficava na confluência entre a várzea do atualmente denominado Ribeirão da Vargem Grande e a rota bandeirante no século XVII e rota de tropeiros que traziam muares do Paraguai nos séculos XVIII e XIX (tronco principal do antigo Caminho do Peabiru), que deu origem à Estrada São Paulo-Paraná em 1922 e à Rodovia Raposo Tavares (SP-270) em 1954.
O bairro cotiano (ainda rural) de Vargem Grande, bem como o caminho dos tropeiros que, da cidade de São Paulo, passava por Cotia, São Roque e Sorocaba, rumo a Itapetininga (e, daí, ao norte do Paraná e ao Paraguai), já figuram em vários mapas do século XIX, como o de Eschwege, Martius e Schwarzmann, publicado em Munique em 1831, entre a localidade de Marandatuba (a atual região da Estrada Municipal do Maracanduva) e a Serra de São Roque.
De acordo com a tradição local, as matas do já mencionado Ribeirão da Vargem Grande eram frequentadas por Dom Pedro I, o qual tinha por hábito caçar na região. De acordo com as mesmas fontes, o primeiro imperador brasileiro se hospedava com certa frequência em um casarão colonial na Estrada da Lagoa, de propriedade de Joaquim de Oliveira. Embora as fontes não apresentem mais detalhes sobre o citado casarão colonial, sabe-se que este contava com uma senzala e numerosos escravos.
Algumas edificações históricas ainda existentes na Grande São Paulo, contudo, exemplificam como se configuravam as antigas sedes de fazendas entre os séculos XVII e XIX. É o caso do sítio do Mandú, localizado em Cotia e tombado pelo IPHAN enquanto bem federal em 1961, e o sítio arqueológico Calu (localizado no município de Embu), registrado no Cadastro Nacional de Sítios Arqueológicos em 2001. Denominadas atualmente enquanto casas bandeiristas, trata-se de edificações feitas de taipa de pilão, de configuração térrea e plano retangular, tipicamente encontradas em outras localidades como nos bairros paulistanos do Butantã e Itaim-Bibi.
Do ponto de vista político, o município de Vargem Grande Paulista teve origem no distrito de Raposo Tavares, constituído com esse nome no antigo bairro do Ribeirão da Vargem Grande, do município de Cotia, pela Lei Estadual n.º 8.092, de 28 de fevereiro de 1964.
Desde 1929 era uma das regiões agrícolas do município de Cotia, abrigando parte da colônia japonesa responsável pela origem da sua fase agrícola do distrito e que até o ano de 1994 reuniu-se em torno da Cooperativa Agrícola de Cotia e depois da Cooperativa Agrícola de Vargem Grande Paulista (Coopervag).
Por decisão popular, em plebiscito realizado a 27 de novembro de 1981, com 96% dos votos válidos, foi deliberado o desmembramento do antigo distrito de Raposo Tavares do município de Cotia, para a constituição do novo município de Vargem Grande Paulista, oficializada pela Lei Estadual n.º 3.198, de 23 de dezembro de 1981 e recuperando o antigo nome do bairro, com provável origem no século XVIII ou mesmo XVII. Em 15 de novembro de 1982, foi eleito o primeiro prefeito: Elias Alves da Costa.
O desmembramento de Vargem Grande Paulista foi motivado pela perspectiva de crescimento industrial na região, principal responsável pelo aumento populacional e residencial do município até o presente, em uma taxa de cerca de 2,5% ao ano, tendo saltado do 264º município mais populoso do estado de São Paulo em 1985, com uma estimativa de 12.544 habitantes, para o 135º município mais populoso no último censo (2022), com uma população de 50.415 habitantes.

## Geografia
A região de Vargem Grande Paulista ocupa hoje, de acordo com o IBGE, uma área territorial de 42,489 km². A cidade está situada entre os km 39 e 47 (dos dois lados) da Rodovia Raposo Tavares (entre a Estrada de Caucaia do Alto e a Rodovia Bunjiro Nakao, SP-250), fazendo divisa com os municípios de Cotia, Itapevi e São Roque, sendo uma das duas principais conexões (juntamente com a Rodovia Castelo Branco) entre os municípios da Região Metropolitana de São Paulo e os municípios do Centro-Oeste Paulista, a partir de São Roque e Sorocaba.

### Clima
Vargem Grande Paulista apresenta um clima temperado oceânico  (Cfb de acordo com a classificação climática de Köppen-Geiger). Encontra-se em uma região de serra a uma altitude de 880 m na sede do município podendo variar para mais de 1000 m nas redondezas como também nos bairros ou distritos mais elevados. É a cidade mais fria da Região Metropolitana de São Paulo. No inverno as temperaturas chegam muitas vezes abaixo de 5 °C, provocando geadas ao amanhecer. Os dias de verão costumam ser bem quentes e chuvosos, diferente do inverno que o frio encaixa-se na categoria sub-seco, o mês mais quente é fevereiro, com média de 21,5 °C e o mês mais frio é julho, com média de 13 °C.
O clima é úmido o ano inteiro e têm verões temperados (variando dias quentes com dias amenos e noites frescas) e mais úmidos e invernos mais secos sem interrupção substancial da precipitação, como acontece com vários municípios da Grande São Paulo como a própria capital.
O mês mais quente (fevereiro) tem temperatura média inferior a 22 °C (21,5 °C) e o mês mais frio tem temperatura média de 12 °C. O mês mais seco é agosto com 41mm de chuva e o mês mais chuvoso é janeiro com 255mm de chuva. Tem 1474mm de chuvas anuais.
Vargem Grande Paulista possui precipitações contantes durante o ano sem intermitência das chuvas e a média do mês mais quente é inferior a 22 °C (21,5 °C), portanto é a única cidade da Região Metropolitana de São Paulo com clima temperado oceânico (Cfb).

### Condomínios horizontais

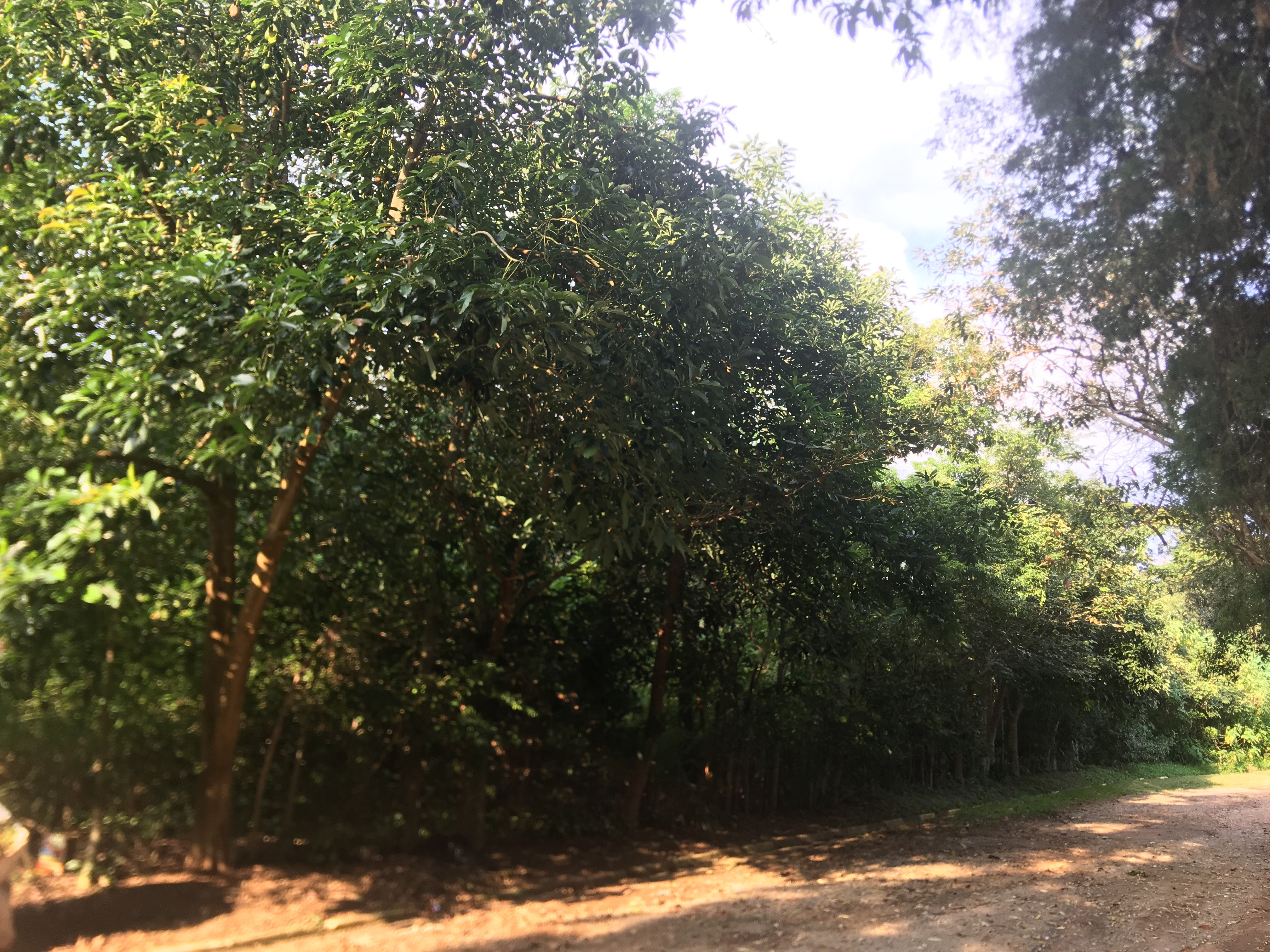
Área verde protegida do Parque Santo Afonso I, um dos condomínios horizontais de Vargem Grande Paulista

Desde a década de 1960, Vargem Grande Paulista começou a constituir condomínios horizontais (dos dois lados da Rodovia Raposo Tavares), recebendo a mesma expansão residencial que já havia chegado em Cotia, porém a primeira lei do município destinada a regulamentar a constituição de condomínios horizontais foi a Lei Ordinária nº 24, de 08 de setembro de 1988, seguida, entre outras, pela Lei Complementar nº 2, de 11 de novembro de 1999, que dispõe sobre o uso e ocupação do solo do município de Vargem Grande Paulista, e da Lei complementar nº 14 de 12 de dezembro de 2003, que dispõe sobre a instituição do plano diretor do município de Vargem Grande Paulista. Entre os maiores condomínios horizontais do município estão o Haras Bela Vista, o Monte Catini, o Residencial San Diego (Paysage Noble) e outros.
A criação dos condomínios horizontais (ao lado da grande industrialização do município a partir da década de 1980) está entre as principais razões do desmatamento e da expansão populacional de Vargem Grande Paulista, o que a fez saltar de 5.082 habitantes em 1970 para 51.702 habitantes em 2018, e da 264º posição em 1985 para a 135º posição entre os municípios mais populosos do estado de São Paulo em 2018. Ainda que os grandes condomínios mantenham áreas verdes protegidas e o município disponha da Lei Complementar nº 2, de 11 de novembro de 1999, sobre o uso e ocupação do solo, Vargem Grande Paulista perdeu boa parte dos bosques e áreas florestais que possuía quando de seu desmembramento do município de Cotia em 1981.

## Demografia

### População
| Crescimento populacional                             | Crescimento populacional | Crescimento populacional | Crescimento populacional |
| Ano                                                  | População Total          |                          | %±                       |
| ---------------------------------------------------- | ------------------------ | ------------------------ | ------------------------ |
| 1970                                                 | 5 082                    |                          | —                        |
| 1980                                                 | 9 777                    |                          | 92,4%                    |
| 1991                                                 | 15 870                   |                          | 62,3%                    |
| 2000                                                 | 32 683                   |                          | 105,9%                   |
| 2010                                                 | 42 997                   |                          | 31,6%                    |
| 2022                                                 | 50 415                   |                          | 17,3%                    |
| Est. 2024                                            | 52 103                   | [ 28 ]                   | 3,3%                     |
| Fontes: Censos Demográficos IBGE e Estimativas SEADE |                          |                          |                          |

Considerando que os dados referentes aos Censos de 1970 e 1980 referem-se ao então distrito de Raposo Tavares.

### Religião
O Cristianismo se faz presente na cidade da seguinte forma:
Igreja Católica
- A igreja faz parte da Diocese de Osasco.[34]

Igrejas Evangélicas
Entre as igrejas protestantes históricas, pentecostais e neopentecostais, encontram-se na cidade:
- Assembleia de Deus Ministério do Belém.[37][38]
- Congregação Cristã no Brasil.[39]

## Política e administração
Vargem Grande Paulista teve o primeiro prefeito da história do Brasil cassado por uma câmara de vereadores, na época presidida por José Geraldo Rocha de Jesus.

## Economia
Foram abertos recentemente condomínios empresariais, que por conta de incentivos da Administração Municipal, está viabilizando a chegada de novas empresas, de todos os segmentos.

### Comércio
O comercial vargengrandense possui lojas da rede varejista, como a Lojas Cem, recentemente inaugurada na Av. Presidente Tancredo Neves. O Supermercado DIA da rede Carrefour.

## Infraestrutura

### Comunicações
O sistema de telefones automáticos foi inaugurado na cidade pela Telecomunicações de São Paulo (TELESP), que também implantou o sistema de discagem direta à distância (DDD) com o código de área (011), sendo para isso utilizada a central telefônica de Cotia. A cidade passou a ter sistema telefônico próprio somente em 1989, com a inauguração da atual central telefônica.

### Transportes

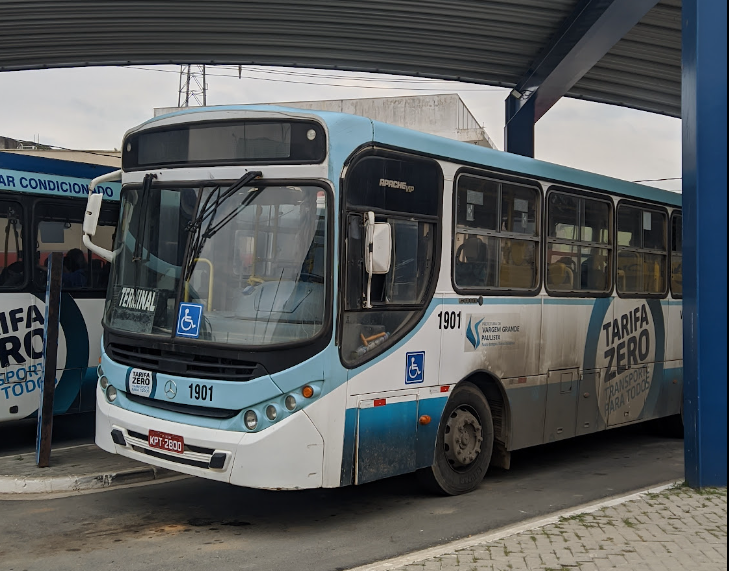
Ônibus municipal de Vargem Grande Paulista, com Tarifa Zero.

O único transporte público em vigor é o ônibus. Desde 2019, todos os ônibus municipais de Vargem Grande possuem Tarifa Zero. A EMTU, empresa que administra o segmento dispõe de viagens até o metrô Butantã na capital paulista pela Rodovia Raposo Tavares, além de linhas que têm como ponto final o Centro de Cotia e de Itapevi. O município recentemente inaugurou uma frota de ônibus regionais, que atendem aos bairros mais distantes. O município também dispõe de viagens para o município de São Roque, estas operadas pela empresa Viação Danúbio Azul.

### Saúde
Vargem Grande conta no setor público com uma UBS (Unidade básica de saúde) denominada "central" no bairro Bela Vista, onde também existe um Centro de Especialidades. No bairro também existe um Pronto Atendimento 24 horas. Existem ainda sete UPSF localizadas nos bairros Jardim Margarida, Jardim Portão Vermelho, Jardim São Judas, Jardim São Lucas, Parque do Agreste, Ruth Maria e Tijuco Preto.

## Cultura e lazer

### Turismo religioso
- Mariapólis Ginetta, Sede do Movimento dos Focolares no Estado de São Paulo
- Salão de Assembleias das Testemunhas de Jeová. Localizado no bairro Nara Garden, é um dos 10 complexos de assembleia das Testemunhas de Jeová no estado de São Paulo e recebe congressistas da região metropolitana e interior do estado nos fins de semana.